# Science Advances
Science Advances es una revista científica multidisciplinaria de acceso abierto revisada por pares establecida a principios de 2015 y publicada por la Asociación Estadounidense para el Avance de la Ciencia. El alcance de la revista incluye todas las áreas de la ciencia, incluidas las ciencias de la vida, las ciencias físicas, las ciencias sociales, las ciencias de la computación y las ciencias ambientales.

## Historia
La revista se anunció en febrero de 2014 y los primeros artículos se publicaron a principios de 2015. En 2019, Science Advances superó a la revista Science en el número de envíos mensuales, convirtiéndose en el miembro más grande de la familia de revistas Science. Es el único miembro de esa familia donde todos los documentos son de acceso abierto de oro.

## Estructura editorial
Las decisiones editoriales las toma el consejo editorial. La junta está dividida en grupos editoriales, cada uno de los cuales está dirigido por un editor adjunto y compuesto por un grupo de editores asociados. A diferencia de otros miembros de la familia de revistas Science publicadas por AAAS, los editores de Science Advances son científicos en activo.

## Políticas de acceso abierto
A 2019, el cargo por procesamiento de artículos para artículos publicados bajo una licencia CC BY-NC o CC BY es de US$ 4.500. Cuando se lanzó la revista, esta política fue inicialmente criticada por los defensores del acceso abierto, que preferían la licencia CC BY menos restrictiva.